# Анута (язык)
Анута (самоназвание te taranga paka-Anuta) — один из полинезийских языков, относится к ядерно-полинезийским языкам. Язык острова Анута, одного из Соломоновых островов. Родственен языку Тикопиа, который распространён на соседнем острове Тикопиа.

## Фонология
Для языка анута характерно чрезвычайно малое разнообразие согласных звуков. Это является следствием нескольких фонемных слияний, такие как слияние /f/ с /p/ и /s/ с /t/. Гласные имеют короткую и длинную форму.
|             | Губные | Альвеолярные | Заднеязычные |
| ----------- | ------ | ------------ | ------------ |
| Носовые     | m      | n            | ŋ            |
| Взрывные    | p      | t ~ s        | k            |
| Фрикативные | v ~ w  | t ~ s        |              |
| Плавные     | v ~ w  | l ~ ɾ        |              |

|         | Передние | Средние | Задние |
| ------- | -------- | ------- | ------ |
| Верхние | i        |         | u      |
| Средние | e        |         | o      |
| Нижние  |          | a       |        |